# Rob Collins (Eishockeyspieler)
Robert „Rob“ Collins (* 15. März 1978 in Peterborough, Ontario) ist ein ehemaliger kanadischer Eishockeyspieler und derzeitiger -trainer. Seit 2024 fungiert er als Co-Trainer der Eisbären Berlin.

## Karriere

### Spielerkarriere
Collins wurde nie gedraftet und trotzdem 2003 von den New York Islanders unter Vertrag genommen. Zuvor spielte der Flügelstürmer vier Jahre in der American Hockey League für die Grand Rapids Griffins. In seiner einzigen NHL-Saison, 2005/06, wurde der Kanadier achtmal für die New York Islanders eingesetzt und konnte dabei ein Tor und eine Vorlage verbuchen. Den Rest der Saison spielte er, wie schon die Jahre zuvor, für das Farmteam der Islanders, die Bridgeport Sound Tigers.
Im Sommer 2006 wechselte Rob Collins nach Deutschland zu der Düsseldorfer EG, bei denen er bereits in seiner ersten Saison den Durchbruch schaffte und die Saison als bester Torschütze der Metro Stars beendete. Nach dem Reihe eins Center Tore Vikingstad zur Saison 2008/09 zu den Hannover Scorpions wechselte, übernahm Collins seine Position im ersten Block und spielte seit seiner ersten DEG-Saison mit Patrick Reimer auf dem rechten Flügel zusammen. Sein Vertrag wurde in der Zwischenzeit bis zum Ende der Saison 2010/11 verlängert. Nach fünf Spielzeiten bei der DEG entschied sich Collins für einen Zweijahresvertrag bei den Hamburg Freezers.
Im Februar 2014 wechselte er dann für den Rest der Saison von Brampton nach Köln, um diese zu den Play-offs zu verstärken. Zur Saison 2014/15 wurde Collins erneut von der Düsseldorfer EG verpflichtet. Im April 2017 wurde bekanntgegeben, dass Collins und weitere Spieler keinen Vertrag mehr erhalten werden.

### Trainerkarriere
2021 übernahm Collins bei seinem Jugendverein Elmira Sugar Kings den Posten des Cheftrainers. In seiner ersten Saison in der Greater Ontario Junior Hockey League gelang mit dem Team der Einzug in Conference-Finale. Im Oktober 2022 wurde er zudem Co-Trainer bei den in der Ontario Hockey League spielenden Guelph Storm. Nach dem Ende der Saison 2022/23 gab er den Posten bei den Elmira Sugar Kings ab und fokussierte sich auf seine Rolle bei den Guelph Storm.
Im Mai 2024 verpflichteten die Eisbären Berlin Collins als Nachfolger von Craig Streu für den Posten des Co-Trainers der DEL-Mannschaft an der Seite von Cheftrainer Serge Aubin sowie Co- und Entwicklungstrainer André Rankel. In dieser Funktion wurde er im Frühjahr 2025 Deutscher Meister.

## Erfolge und Auszeichnungen
- 2002 CCHA First All-Star Team
- 2002 NCAA West Second All-American Team
- 2025 Deutscher Meister mit den Eisbären Berlin (als Co-Trainer)

## Karrierestatistik
(Legende zur Spielerstatistik: Sp oder GP = absolvierte Spiele; T oder G = erzielte Tore; V oder A = erzielte Assists; Pkt oder Pts = erzielte Scorerpunkte; SM oder PIM = erhaltene Strafminuten; +/− = Plus/Minus-Bilanz; PP = erzielte Überzahltore; SH = erzielte Unterzahltore; GW = erzielte Siegtore; 1 Play-downs/Relegation; Kursiv: Statistik nicht vollständig)